# Вигоничі
Ви́гоничі (рос. Выгоничи) — селище міського типу, центр Вигоницького району Брянської області, Росія.
Населення селища становить 5 283 особи (2008; 5 189 в 2002).

## Географія
Селище розташоване на річці Десна, притоці Дніпра.

## Історія
Вигоничі засновані у другій половині XIX століття як Родимичі. Статус селища міського типу отримали в 1960 році.

## Економіка
В селищі працюють асфальтобетонний, маслоробний заводи, м'ясокомбінат, завод з виробництва пластикових виробів, лісгосп.